# Henrykowo (zniesiona osada)
Henrykowo – zniesiona osada w Polsce, położona w województwie wielkopolskim, w powiecie leszczyńskim, w gminie Święciechowa.
Zabudowania na tym terenie istnieją, nazwę zniesiono 1.01.2021 r.
Na obszarach zlokalizowanych bezpośrednio przy granicy z Lesznem powstają nowe osiedla domów jednorodzinnych (ul. Zaborowska, Brylantowa, Diamentowa, Szmaragdowa, Srebrna). Tereny te administracyjnie należą do osady Henrykowo.
W latach 1975–1998 miejscowość administracyjnie należała do województwa leszczyńskiego.